# Abelardo L. Rodríguez
Abelardo L. Rodríguez (ur. 12 maja 1889 w Guaymas, zm. 13 lutego 1967 w La Jolla) – meksykański generał i polityk, uczestnik rewolucji meksykańskiej, minister przemysłu w latach 1928-1933, minister wojny w 1932, prezydent Meksyku od 4 września 1932 do 30 listopada 1934 przy faktycznej władzy Plutarco Elíasa Callesa. Gubernator stanu Sonora od 1943 do 1947.